# L'Arche de Noé (film, 1947)
Pour les articles homonymes, voir L'Arche de Noé.
Pour plus de détails, voir Fiche technique et Distribution.
L'Arche de Noé est un film français réalisé en 1946 par Henry Jacques et sorti en salles en 1947.

## Synopsis
Bitru, un marginal insouciant, avec l'argent emprunté à Alice Pelpail, achète une péniche qui devient le refuge de tous ses amis. 

## Fiche technique
- Réalisateur : Henry Jacques, assisté de Jean Valère
- Scénario : Pierre Laroche, Jacques Prévert et Albert Paraz d'après son roman L'Arche de Noé, Bitru, les Repues franches (paru aux éditions Denoël, 1947)
- Décors : Alexandre Arnstam, Paul-Louis Boutié
- Photographie : Michel Kelber
- Montage : James Cuenet
- Son : Maurice Carrouet
- Musique : Joseph Kosma
- Société de production : Productions internationales cinématographiques (PIC) et Réalisation d'art cinématographique (RAC)
- Pays d'origine :  France
- Format : Noir et blanc - 1,37:1 - 35 mm - Son mono
- Genre : Comédie
- Durée : 97 minutes
- Date de sortie :
  - France - 20 août 1947

## Distribution
- Pierre Brasseur : Bitru, un homme insouciant qui s'achète une péniche sur laquelle il vit entouré d'une ribambelle d'amis
- Claude Larue : Alice Pelpail
- Jacqueline Pierreux : Solange Verneuil
- Georges Rollin : Noël
- Armand Bernard : Le baron Casenove, l'ancien propriétaire de la péniche
- André Alerme : Prosper Paul Pelpail, père d'Alice
- Jane Marken : Christine Pelpail, mère d'Alice
- Roland Armontel : Verneuil, le père de Solange
- Yves Deniaud : Maclou, un truand
- Maurice Chevit
- Christian Simon